# Domien Cracco
Domien Cracco (Roeselare, 16 november 1790 – Gent, 5 maart 1860), ook Dominicus Cracco, was een Belgisch priester en schrijver. Hij streefde naar gebruik van het Nederlands in het onderwijs en is bekend voor zijn vertalingen.

## Levensloop
Domien Cracco was een zoon van de huisschilder en glasmaker Jacob Cracco, afkomstig uit Bellinzona, het Italiaanse deel van Zwitserland. Hij was in 1806 een van de eerste leerlingen aan het nieuw opgerichte Klein Seminarie in Roeselare. In de poësis had hij Leo de Foere als klastitularis. In 1809 voltooide hij zijn middelbare studies als eerste laureaat.
Hij trad in het seminarie van Gent, maar werd al in 1810 tot leraar in de poësis in zijn Roeselaarse school aangesteld. In 1812 was hij weer seminarist en hij behoorde tot de groep die, wegens insubordinatie tegenover de door de Fransen opgelegde bisschop, naar Wezel werd gedeporteerd.
Vanaf 1814, terug uit ballingschap, was hij poësisleraar in Gent en vanaf 1816 in het Sint-Jozefscollege in Aalst. Op 15 mei 1820 werd hij in Mechelen tot priester gewijd. In 1830 werd hij opnieuw poësisleraar aan het Klein Seminarie in Roeselare, het jaar daarop retoricaleraar.
Hij was Vlaamsgezind en hevig anti-orangist en ijverde voor het gebruik van de volkstaal in het onderwijs. Hoewel dit onderwijs hoofdzakelijk Franstalig was, gaf hij onder meer les over de Nederlandse letterkunde waardoor zijn leerlingen een Vlaams-nationaal gevoel bijgebracht werd. Cracco had zijn eigen zienswijze over onderwijs en opvoeding en stuurde in 1842 een nota naar bisschop François-René Boussen waarin hij zijn zienswijze uiteenzette. De inhoud was nogal afwijkend van de algemene zienswijzen en hierdoor kwam hij in conflict met de bisschop. Hij werd niet alleen op non-actief geplaatst, maar onevenwichtig beoordeeld. Een dokter verklaarde dat hij leed aan 'ambitieuze monomanie' en hij werd voor behandeling opgesloten in het instituut van dokter Jozef Guislain in Gent.
Na twee jaar werd hij genezen verklaard en werd hij poësisleraar in het Sint-Amandscollege in Kortrijk. Dit bleef hij tot in 1852. Hij werd toen weer geestesziek verklaard en in de Stropstraat bij dokter Guislain en de Broeders van Liefde opgesloten, waar hij op 5 maart 1860 overleed. 
In Roeselare werd de 'Domien Craccostraat' naar hem genoemd.

## De dichter
Cracco was literair actief en werd in zijn tijd geroemd voor zijn gedichten en in het bijzonder voor zijn vertalingen. Vooral zijn versie van de Ilias van Homeros wordt als zijn meesterwerk aanzien. Hij vertaalde ook Franse teksten. Hij schreef daarnaast flamingantische teksten en gedichten en was lid van Met Tijd en Vlijt.  
Men heeft hem vaak als een voorloper en inspirator van Guido Gezelle genoemd.

## Bron
- Michiel DE BRUYNE, Domien Cracco, in: Nationaal Biografisch Woordenboek, Deel III, Brussel, 1968.
- J. HUYGHEBAERT, De orangist Prudens van Duyse  tegen de antihollandse dichters Domien Cracco en David De Simpel in 1832, in: Biekorf, 1974.
- Ada DEPREZ, Domien Cracco, in: Encyclopedie van de Vlaamse Beweging, Tielt, 1973, Deel I, 816-817.
- Jan VAN DER HOEVEN, Dominicus Cracco, in: Lexicon van West-Vlaamse schrijverds, Deel I, Torhout, 1894.
- Michiel DE BRUYNE, Een platonisch liefdesgedicht van Domien Cracco, in: Biekorf, 1989.
- Michiel  DE BRUYNE, Dominicus Cracco, VWS-cahiers nr. 154, 1992.
- Filip BOUDREZ, Domien Cracco, in: Nieuwe Encyclopedie van de Vlaamse Beweging, Tielt, 1998, Deel I, 816-817.

- Biografisch Portaal: 14443120
- Digitale Bibliotheek voor de Nederlandse Letteren: crac001
- International Standard Name Identifier: 0000 0003 9141 0138
- Nederlandse Thesaurus van Auteursnamen: 111515955
- Virtual International Authority File: 285254992
- WorldCat: E39PBJhRKpky6TBQGwG39QJRrq